# Kinpurnie Castle

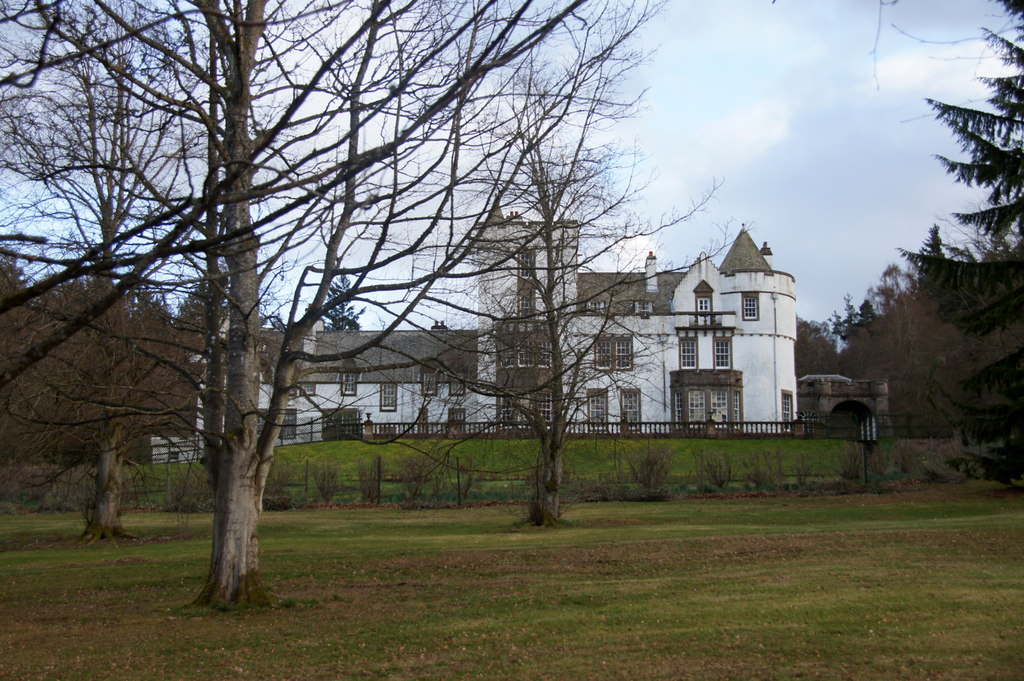
Kinpurnie Castle

Kinpurnie Castle ist ein Landhaus in der Nähe des Dorfes Newtyle bei Blairgowrie in der schottischen Council Area Angus. Historic Scotland hat Kinpurnie Castle als historisches Bauwerk der Kategorie B gelistet.

## Geschichte
Ursprünglich gehörte das Anwesen William Oliphant, Lord of Aberdalgie, nachdem König Robert the Bruce es ihm 1317 schenkte. Später kam es in den Besitz von James Stuart Mackenzie, der auf dem Kinpurnie Hill ein Observatorium bauen ließ.
Kinpurnie war eines der Grundstücke, die der Schiffsmagnat Sir Charles Cayzer für seine Söhne kaufte. Er kaufte es 1902 von den Treuhändern des Earl of Wharncliffe. Verschiedene Schiffe von Cayzers Castle Line wurden nach Kinpurnie Castle benannt.
Das Landhaus wurde 1907 im Scottish-Baronial-Stil errichtet. Es wurde von Patrick Thoms vom Architekturbüro Thoms and Wilkie in Dundee entworfen. Dieser war ein Schüler von Sir Robert Lorimer. Der Kaminsims im Salon stammt von Ralston House. Der Stuck wurde von der Bromsgrove Guild aufgebracht und die Eichenvertäfelung von Methven, Hyslop & Co. aus Dundee. Zum Anwesen gehört auch Thriepley House.
Nach dem Tod von Sir James Cayzer 2012 wurde das Anwesen zum Verkauf angeboten. Zurzeit gehört Kinpurnie Castle dem Erben von Sir James Cayzer, Robin Cayzer, 3. Baron Rotherwick.